# H.N. Jacobsens Bókahandil

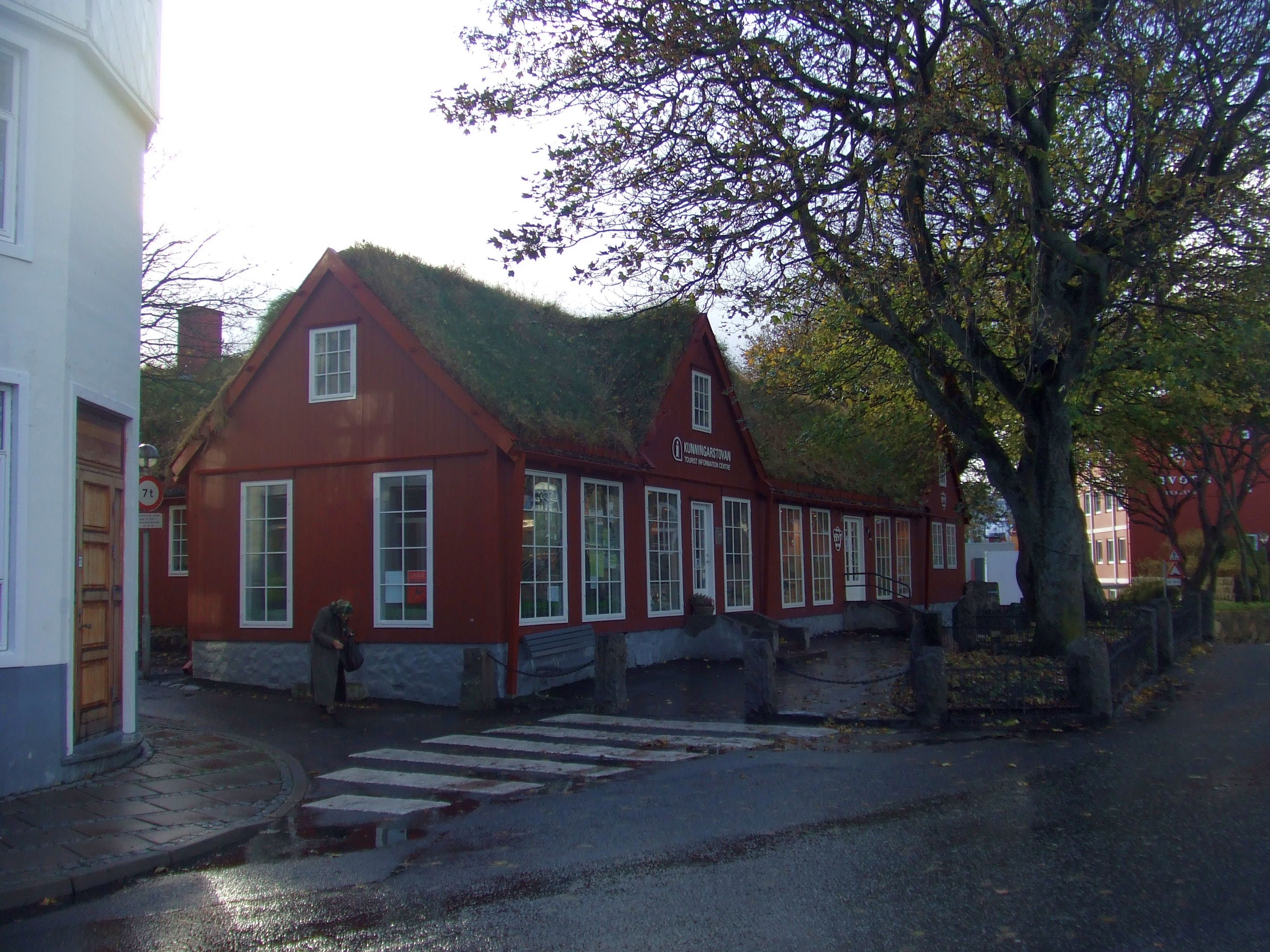
H.N. Jacobsens Bókahandil

H.N. Jacobsens Bókahandil ist die älteste Buchhandlung der Färöer und befindet sich in der Stadt Tórshavn. Gleichzeitig ist es eines der ältesten Geschäfte des Landes.
Die Buchhandlung wurde zur Ólavsøka am 29. Juli 1865 vom Buchbinder Hans Niklái Jacobsen gegründet. Dessen Sohn Jakob Jakobsen (1864–1918) gehört zu den bedeutendsten färöischen Philologen.
Zunächst befand sich das Geschäft auf Tinganes in der dortigen Hauptgasse Gongin. 1918 wurde die alte Realschule (seit 1861) am Marktplatz Vaglið am Anfang der Niels Finsens gøta verkauft und bot dem Buchhandel angemessene Räumlichkeiten.
Das alte Schulgebäude gilt als eines der reizvollsten alten Häuser in der Hauptstadt. Im Vorgarten befinden sich große Ahornbäume, was auf den ansonsten fast baumlosen Färöern eine besondere Attraktion ist. Das Holzgebäude selbst verfügt über ein typisch färöisches Grasdach.
Bis 2005 hatte H.N. Jacobsens Buchhandlung auch eine eigene Druckerei mit eigenem Verlag, wo viele färöische Bücher herauskamen. Noch heute ist die Buchhandlung das einzige Antiquariat der Färöer. Inzwischen hat die Buchhandlung auch die Funktion der Tourismus-Information übernommen.